# 洛森重排反应
洛森重排反应（Lossen重排反应）中，异羟肟酸1先与失水剂（如对甲苯磺酰氯）反应得到O-取代的中间体2，然后重排生成异氰酸酯3：
异羟肟酸一般由相应的酯与羟胺反应制备。该反应的综述参见：。